# Arda Güler
Arda Güler (Ankara, 25 febbraio 2005) è un calciatore turco, centrocampista del Real Madrid e della nazionale turca.

## Caratteristiche tecniche
Considerato tra i giovani più promettenti del panorama calcistico mondiale, è un trequartista mancino dotato di ottima tecnica individuale, visione di gioco e capacità di andare al tiro da fuori area, possiede anche una notevole intelligenza tattica che unisce anche un buona abilità nel dribbling. Risulta abbastanza rapido e agile soprattutto negli spazi larghi. Per le sue caratteristiche viene soprannominato "il Messi turco".
Nell'ottobre 2022, è stato inserito nella lista "Next Generation" dei sessanta migliori talenti al mondo nati nel 2005, redatta dal quotidiano inglese The Guardian.
Il 12 ottobre 2023, è stato incluso come "wild card" nella lista dei 25 finalisti del premio European Golden Boy, assegnato dal quotidiano Tuttosport al miglior giocatore Under-21 militante in un campionato europeo.

## Carriera

### Club

#### Gli inizi, Fenerbahçe
Cresciuto nel settore giovanile del Fenerbahçe, esordisce in prima squadra il 19 agosto 2021, in occasione dell'incontro dei play-off di Europa League vinto per 1-0 contro l'HJK. Tre giorni dopo debutta anche in Süper Lig, nella vittoria per 2-0 contro l'Antalyaspor, partita nella quale trova anche il suo primo gol con la squadra. Realizza la sua prima doppietta in campionato il 15 agosto 2022, nella vittoria per 6-0 sul campo del Kasımpaşa.

#### Real Madrid
Il 6 luglio 2023 viene acquistato a titolo definitivo dal Real Madrid, che lo ha pagato 20 milioni di euro più 10 milioni di bonus. Dopo una lunga serie di problemi fisici riesce ad esordire con il club spagnolo il 6 gennaio 2024, in Coppa di Spagna contro l'Arandina, mentre il 10 marzo realizza la sua prima rete con la maglia dei blancos nel 4-0 casalingo sul Celta Vigo. Il 26 aprile seguente decide con un gol la sfida contro la Real Sociedad, vinta per 1-0 ad Anoeta. Chiude la stagione realizzando 6 gol in 12 partite, vincendo la supercoppa di Spagna, il campionato e la UEFA Champions League, la prima per il calciatore e la quindicesima nella storia dei blancos.

### Nazionale
Convocato dal CT Stefan Kuntz, esordisce ufficialmente con la maglia della nazionale maggiore il 19 novembre 2022, all'età di 17 anni, subentrando al posto di Doğukan Sinik al 68' in occasione della vittoriosa amichevole sulla Rep. Ceca (2-1), mentre il 16 giugno 2023 viene schierato per la prima volta da titolare contro la Lettonia, sconfitta per 3-2, in un match di qualificazione al campionato d'Europa 2024. Realizza il suo primo gol in nazionale tre giorni più tardi, il 19 giugno nella partita casalinga contro il Galles, in cui stabilisce il punteggio sul definitivo 2-0; così facendo, egli diventa a 18 anni e 114 giorni il più giovane marcatore nella storia della Turchia.
Uscito dal giro da titolare della nazionale per via di diversi infortuni stagionali, torna a vestire questa maglia nel marzo 2024 con l'arrivo sulla panchina turca di Vincenzo Montella, che decide di inserirlo nella lista dei 26 convocati per disputare gli Europei in Germania. Il 18 giugno 2024, all'esordio nella competizione, valido per la partita inaugurale del gruppo F disputata al Signal Iduna Park di Dortmund, contribuisce con un gol alla vittoria per 3-1 sulla Georgia, venendo nell'occasione eletto miglior giocatore. Al contempo, all'età di 19 anni e 114 giorni, stabilisce il record di più giovane esordiente ad aver segnato un gol agli Europei, battendo il precedente record di Cristiano Ronaldo che durava da vent'anni. Risulta decisivo anche nel match degli ottavi di finale, in cui fornisce a Merih Demiral l'assist per il momentaneo raddoppio contro l'Austria, battuta per 2-1.

## Statistiche

### Presenze e reti nei club
Statistiche aggiornate al 27 giugno 2025.
| Stagione           | Squadra            | Campionato         | Campionato | Campionato | Coppe nazionali | Coppe nazionali | Coppe nazionali | Coppe continentali | Coppe continentali | Coppe continentali | Altre coppe  | Altre coppe | Altre coppe | Totale | Totale |
| Stagione           | Squadra            | Comp               | Pres       | Reti       | Comp            | Pres            | Reti            | Comp               | Pres               | Reti               | Comp         | Pres        | Reti        | Pres   | Reti   |
| ------------------ | ------------------ | ------------------ | ---------- | ---------- | --------------- | --------------- | --------------- | ------------------ | ------------------ | ------------------ | ------------ | ----------- | ----------- | ------ | ------ |
| 2021-2022          | Fenerbahçe         | SL                 | 12         | 3          | CT              | 0               | 0               | UEL+UECL           | 2+2                | 0                  |              | -           | -           | 16     | 3      |
| 2022-2023          | Fenerbahçe         | SL                 | 20         | 4          | CT              | 5               | 1               | UCL+UEL            | 1+9                | 0+1                |              | -           | -           | 35     | 6      |
| Totale Fenerbahçe  | Totale Fenerbahçe  | Totale Fenerbahçe  | 32         | 7          |                 | 5               | 1               |                    | 14                 | 1                  |              | -           | -           | 51     | 9      |
| 2023-2024          | Real Madrid        | PD                 | 10         | 6          | CR              | 1               | 0               | UCL                | 0                  | 0                  | SS           | 1           | 0           | 12     | 6      |
| 2024-2025          | Real Madrid        | PD                 | 28         | 3          | CR              | 6               | 2               | UCL                | 7                  | 0                  | SU+CI+SS+Cmc | 1+1+0+3     | 0+0+0+1     | 46     | 6      |
| Totale Real Madrid | Totale Real Madrid | Totale Real Madrid | 38         | 9          |                 | 7               | 2               |                    | 7                  | 0                  |              | 6           | 1           | 58     | 12     |
| Totale carriera    | Totale carriera    | Totale carriera    | 70         | 16         |                 | 12              | 3               |                    | 21                 | 1                  |              | 6           | 1           | 109    | 21     |

### Cronologia presenze e reti in nazionale
| Cronologia completa delle presenze e delle reti in nazionale ― Turchia | Cronologia completa delle presenze e delle reti in nazionale ― Turchia | Cronologia completa delle presenze e delle reti in nazionale ― Turchia | Cronologia completa delle presenze e delle reti in nazionale ― Turchia | Cronologia completa delle presenze e delle reti in nazionale ― Turchia | Cronologia completa delle presenze e delle reti in nazionale ― Turchia | Cronologia completa delle presenze e delle reti in nazionale ― Turchia | Cronologia completa delle presenze e delle reti in nazionale ― Turchia |
| Data                                                                   | Città                                                                  | In casa                                                                | Risultato                                                              | Ospiti                                                                 | Competizione                                                           | Reti                                                                   | Note                                                                   |
| ---------------------------------------------------------------------- | ---------------------------------------------------------------------- | ---------------------------------------------------------------------- | ---------------------------------------------------------------------- | ---------------------------------------------------------------------- | ---------------------------------------------------------------------- | ---------------------------------------------------------------------- | ---------------------------------------------------------------------- |
| 19-11-2022                                                             | Gaziantep                                                              | Turchia                                                                | 2 – 1                                                                  | Rep. Ceca                                                              | Amichevole                                                             | -                                                                      | 68’                                                                    |
| 28-3-2023                                                              | Bursa                                                                  | Turchia                                                                | 0 – 2                                                                  | Croazia                                                                | Qual. Euro 2024                                                        | -                                                                      | 67’                                                                    |
| 16-6-2023                                                              | Riga                                                                   | Lettonia                                                               | 2 – 3                                                                  | Turchia                                                                | Qual. Euro 2024                                                        | -                                                                      | 72’                                                                    |
| 19-6-2023                                                              | Samsun                                                                 | Turchia                                                                | 2 – 0                                                                  | Galles                                                                 | Qual. Euro 2024                                                        | 1                                                                      | 61’                                                                    |
| 22-3-2024                                                              | Budapest                                                               | Ungheria                                                               | 1 – 0                                                                  | Turchia                                                                | Amichevole                                                             | -                                                                      | 61’                                                                    |
| 26-3-2024                                                              | Vienna                                                                 | Austria                                                                | 6 – 1                                                                  | Turchia                                                                | Amichevole                                                             | -                                                                      | 74’ 78’                                                                |
| 10-6-2024                                                              | Varsavia                                                               | Polonia                                                                | 2 – 1                                                                  | Turchia                                                                | Amichevole                                                             | -                                                                      | 46’                                                                    |
| 18-6-2024                                                              | Dortmund                                                               | Turchia                                                                | 3 – 1                                                                  | Georgia                                                                | Euro 2024 - 1º turno                                                   | 1                                                                      | 79’                                                                    |
| 22-6-2024                                                              | Dortmund                                                               | Turchia                                                                | 0 – 3                                                                  | Portogallo                                                             | Euro 2024 - 1º turno                                                   | -                                                                      | 70’                                                                    |
| 26-6-2024                                                              | Amburgo                                                                | Rep. Ceca                                                              | 1 – 2                                                                  | Turchia                                                                | Euro 2024 - 1º turno                                                   | -                                                                      | 75’ 90+8’                                                              |
| 2-7-2024                                                               | Lipsia                                                                 | Austria                                                                | 1 – 2                                                                  | Turchia                                                                | Euro 2024 - Ottavi di finale                                           | -                                                                      | 78’                                                                    |
| 6-7-2024                                                               | Berlino                                                                | Paesi Bassi                                                            | 2 – 1                                                                  | Turchia                                                                | Euro 2024 - Quarti di finale                                           | -                                                                      |                                                                        |
| 6-9-2024                                                               | Cardiff                                                                | Galles                                                                 | 0 – 0                                                                  | Turchia                                                                | UEFA Nations League 2024-2025 - 1º turno                               | -                                                                      | 90’                                                                    |
| 9-9-2024                                                               | Smirne                                                                 | Turchia                                                                | 3 – 1                                                                  | Islanda                                                                | UEFA Nations League 2024-2025 - 1º turno                               | -                                                                      |                                                                        |
| 11-10-2024                                                             | Samsun                                                                 | Turchia                                                                | 1 – 0                                                                  | Montenegro                                                             | UEFA Nations League 2024-2025 - 1º turno                               | -                                                                      | 65’ 83’                                                                |
| 14-10-2024                                                             | Reykjavík                                                              | Islanda                                                                | 2 – 4                                                                  | Turchia                                                                | UEFA Nations League 2024-2025 - 1º turno                               | 1                                                                      | 89’                                                                    |
| 16-11-2024                                                             | Kayseri                                                                | Turchia                                                                | 0 – 0                                                                  | Galles                                                                 | UEFA Nations League 2024-2025 - 1º turno                               | -                                                                      | 86’                                                                    |
| 19-11-2024                                                             | Nikšić                                                                 | Montenegro                                                             | 3 – 1                                                                  | Turchia                                                                | UEFA Nations League 2024-2025 - 1º turno                               | -                                                                      | 79’                                                                    |
| 23-3-2025                                                              | Budapest                                                               | Ungheria                                                               | 0 – 3                                                                  | Turchia                                                                | UEFA Nations League 2024-2025 - Play-off                               | 1                                                                      | 64’                                                                    |
| 7-6-2025                                                               | East Hartford                                                          | Stati Uniti                                                            | 1 – 2                                                                  | Turchia                                                                | Amichevole                                                             | 1                                                                      |                                                                        |
| 10-6-2025                                                              | Chapel Hill                                                            | Messico                                                                | 1 – 0                                                                  | Turchia                                                                | Amichevole                                                             | -                                                                      |                                                                        |
| Totale                                                                 |                                                                        | Presenze                                                               | 21                                                                     |                                                                        | Reti                                                                   | 5                                                                      |                                                                        |

## Palmarès

### Club

#### Competizioni nazionali
- Coppa di Turchia: 1

Fenerbahçe: 2022-2023
- Supercoppa di Spagna: 1

Real Madrid: 2024
- Campionato spagnolo: 1

Real Madrid: 2023-2024

#### Competizioni internazionali
- UEFA Champions League: 1

Real Madrid: 2023-2024
- Supercoppa UEFA: 1

Real Madrid: 2024
- Coppa Intercontinentale FIFA: 1  (record)

Real Madrid: 2024